# Veruela
Veruela è una municipalità di terza classe delle Filippine, situata nella Provincia di Agusan del Sur, nella Regione di Caraga.
Veruela è formata da 20 baranggay:
- Anitap
- Bacay II
- Binongan
- Caigangan
- Candiis
- Del Monte
- Don Mateo
- Katipunan
- La Fortuna
- Limot
- Magsaysay
- Masayan
- Poblacion
- Sampaguita
- San Gabriel
- Santa Cruz
- Santa Emelia
- Sawagan
- Sinobong
- Sisimon